# Stari Majur
Stari Majur falu Horvátországban Pozsega-Szlavónia megyében. Közigazgatásilag Pakráchoz tartozik.

## Fekvése
Pozsegától légvonalban 42, közúton 55 km-re, községközpontjától légvonalban és közúton 4 km-re északnyugatra, Nyugat-Szlavóniában fekszik. Délről Novi Majur, nyugatról Mali Banovac és Batinjani, északról Gornja Obrijež falvak határolják.

## Története
A két világháború között mezőgazdasági majorként keletkezett Batinjani és Obrijež falvak határán. Lakosságát 1948-ban számlálták meg először. 1953-tól számít önálló településnek. 1991-ben lakosságának 90%-a horvát, 5%-a cseh nemzetiségű volt. 2011-ben 24 lakosa volt.

## Lakossága
| Lakosság változása | Lakosság változása | Lakosság változása | Lakosság változása | Lakosság változása | Lakosság változása | Lakosság változása | Lakosság változása | Lakosság változása | Lakosság változása | Lakosság változása | Lakosság változása | Lakosság változása | Lakosság változása | Lakosság változása | Lakosság változása |
| ------------------ | ------------------ | ------------------ | ------------------ | ------------------ | ------------------ | ------------------ | ------------------ | ------------------ | ------------------ | ------------------ | ------------------ | ------------------ | ------------------ | ------------------ | ------------------ |
| 1857               | 1869               | 1880               | 1890               | 1900               | 1910               | 1921               | 1931               | 1948               | 1953               | 1961               | 1971               | 1981               | 1991               | 2001               | 2011               |
| 0                  | 0                  | 0                  | 0                  | 0                  | 0                  | 0                  | 0                  | 76                 | 86                 | 98                 | 72                 | 63                 | 41                 | 35                 | 24                 |

(1948-ban településrészként, 1953-tól önálló településként.)